# سوفا
سوفا (بالإنجليزية: Suva)‏ هي عاصمة جمهورية جزر فيجي وأكبر مدينة فيها. وهي تقع على الساحل الجنوبي الشرقي لجزيرة فيتي ليفو، في مقاطعة ريوا، الشعبة الوسطى.
سوفا هي العاصمة السياسية والإدارية في فيجي. وهي أكبر وأهم مدينة عالمية في جنوب المحيط الهادئ، وأصبحت مركزا إقليميا هاما. يشكل طلاب من منطقة المحيط الهادئ والجالية النامية جزءا كبيرا من سكان المدينة. وفقا لسلطة قانون الحكم المحلي، فإن سوفا تخضع إداريا لمجلس مدينة سوفا.
تقرر جعل سوفا عاصمة فيجي في عام 1877، وإذ أن الطبيعة الجغرافية في مستوطنة ليفوكا الأوروبية السابقة في جزيرة أوفالاو كانت صعبة للغاية. تم نقل إدارة المستعمرة من ليفوكا إلى سوفا في عام 1882.
في تعداد عام 2007، بلغ عدد سكان مدينة سوفا 85,691 نسمة. بلغ عدد سكان المنطقة الحضرية سوفا الكبرى 172,399 نسمة، بما في ذلك ضواحي مستقلة، وذلك في تعداد عام 2007. تشكل سوفا، إلى جانب المدن المتاخمة لامي، ناسينو، ناوسوري ما مجموعه حوالي 330,000 نسمة، أي أكثر من ثلث السكان في البلاد. ويعرف هذا المجمع الحضري (لا يشمل لامي) أيضا باسم ممر سوفا-ناوسوري.

## المناخ
يظهر الجدول التالي التغييرات المناخية على مدار السنة لسوفا:
| البيانات المناخية لـسوفا                        | البيانات المناخية لـسوفا | البيانات المناخية لـسوفا | البيانات المناخية لـسوفا | البيانات المناخية لـسوفا | البيانات المناخية لـسوفا | البيانات المناخية لـسوفا | البيانات المناخية لـسوفا | البيانات المناخية لـسوفا | البيانات المناخية لـسوفا | البيانات المناخية لـسوفا | البيانات المناخية لـسوفا | البيانات المناخية لـسوفا | البيانات المناخية لـسوفا |
| الشهر                                           | يناير                    | فبراير                   | مارس                     | أبريل                    | مايو                     | يونيو                    | يوليو                    | أغسطس                    | سبتمبر                   | أكتوبر                   | نوفمبر                   | ديسمبر                   | المعدل السنوي            |
| ----------------------------------------------- | ------------------------ | ------------------------ | ------------------------ | ------------------------ | ------------------------ | ------------------------ | ------------------------ | ------------------------ | ------------------------ | ------------------------ | ------------------------ | ------------------------ | ------------------------ |
| الدرجة القصوى °م (°ف)                           | 35.0 (95.0)              | 36.0 (96.8)              | 37.0 (98.6)              | 34.0 (93.2)              | 34.0 (93.2)              | 32.0 (89.6)              | 32.0 (89.6)              | 32.0 (89.6)              | 32.0 (89.6)              | 34.0 (93.2)              | 34.0 (93.2)              | 36.0 (96.8)              | 37.0 (98.6)              |
| متوسط درجة الحرارة الكبرى °م (°ف)               | 30.8 (87.4)              | 31.2 (88.2)              | 30.9 (87.6)              | 29.9 (85.8)              | 28.5 (83.3)              | 27.7 (81.9)              | 26.8 (80.2)              | 26.7 (80.1)              | 27.2 (81.0)              | 28.2 (82.8)              | 29.3 (84.7)              | 30.3 (86.5)              | 28.9 (84.0)              |
| المتوسط اليومي °م (°ف)                          | 27.4 (81.3)              | 27.6 (81.7)              | 26.4 (79.5)              | 26.6 (79.9)              | 25.4 (77.7)              | 24.6 (76.3)              | 23.8 (74.8)              | 23.7 (74.7)              | 24.1 (75.4)              | 25.1 (77.2)              | 26.1 (79.0)              | 26.9 (80.4)              | 25.6 (78.2)              |
| متوسط درجة الحرارة الصغرى °م (°ف)               | 23.9 (75.0)              | 24.0 (75.2)              | 23.9 (75.0)              | 23.3 (73.9)              | 22.2 (72.0)              | 21.4 (70.5)              | 20.7 (69.3)              | 20.7 (69.3)              | 21.0 (69.8)              | 21.9 (71.4)              | 22.8 (73.0)              | 23.5 (74.3)              | 22.4 (72.3)              |
| أدنى درجة حرارة °م (°ف)                         | 19.0 (66.2)              | 19.0 (66.2)              | 19.0 (66.2)              | 16.0 (60.8)              | 16.0 (60.8)              | 14.0 (57.2)              | 13.0 (55.4)              | 14.0 (57.2)              | 14.0 (57.2)              | 14.0 (57.2)              | 13.0 (55.4)              | 17.0 (62.6)              | 13.0 (55.4)              |
| معدل هطول الأمطار مم (إنش)                      | 371 (14.6)               | 265 (10.4)               | 374 (14.7)               | 366 (14.4)               | 270 (10.6)               | 163 (6.4)                | 136 (5.4)                | 158 (6.2)                | 177 (7.0)                | 221 (8.7)                | 245 (9.6)                | 277 (10.9)               | 3٬023 (119.0)            |
| متوسط أيام هطول الأمطار                         | 23                       | 22                       | 24                       | 23                       | 21                       | 18                       | 19                       | 18                       | 17                       | 19                       | 19                       | 22                       | 245                      |
| المصدر: http://www.met.gov.fj/ClimateofFiji.pdf |                          |                          |                          |                          |                          |                          |                          |                          |                          |                          |                          |                          |                          |

## توأمة
لسوفا اتفاقيات توأمة مع:
- تايبيه

## أعلام
- بيتر تومسون
- كريغ باركر
- أوسي فاكاتاليساو
- إبيلي نايلاتيكاو
- جوي علي
- سيميوني تامانيساو
- جوزيفا إيلويلو